# Matthew J. Perry

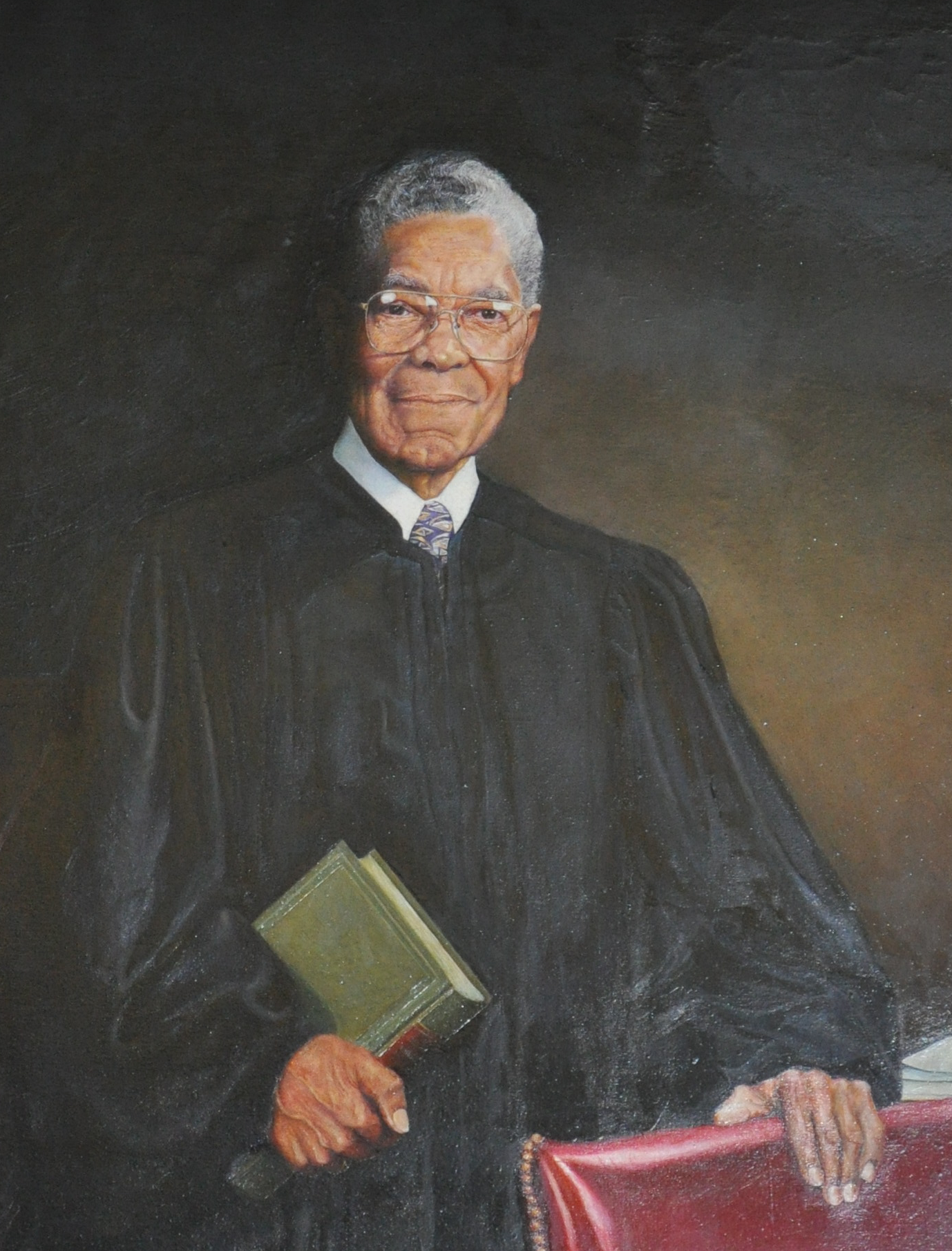
Matthew James Perry Jr.

Matthew James Perry Jr. (3 de agosto de 1921 - 29 de julio de 2011) fue un abogado designado en 1979 primer juez afroamericano de distrito de los Estados Unidos en Carolina del Sur
En 1976, había sido el primer abogado afroamericano en ser designado para el poder judicial federal cuando sirvió en el Tribunal de Apelaciones Militares de los Estados Unidos. Perry estableció su carrera con litigios de derechos civiles, defendiendo a Gloria Blackwell en Orangeburg (Carolina del Sur), en su demanda de 1962 contra su arresto por sentarse en el área exclusiva para blancos del hospital regional mientras esperaba un tratamiento de emergencia para su hija. Otros casos emblemáticos incluyeron lograr la integración de la Universidad Clemson y la redistribución de la legislatura estatal.